# Neil Midgley
Neil Midgley (Salford, 1942. szeptember 9. – Lancashire, 2001. július 8.) angol nemzetközi labdarúgó-játékvezető. Polgári foglalkozása kereskedő.	

## Pályafutása

### Nemzeti játékvezetés
A játékvezetői vizsgát 1961-ben tette le, 1974-ben lett az I. Liga játékvezetője. Az aktív játékvezetéstől 1992-ben vonult vissza.

#### Nemzeti kupamérkőzések
Vezetett Kupa-döntők száma: 2.

#### Angol labdarúgó-szuperkupa
1986-ban a FA JB megbízta a döntő találkozó irányításával.
| Időpont | Helyszín                | Mérkőzés típusa | Mérkőzés          | Eredmény |
| ------- | ----------------------- | --------------- | ----------------- | -------- |
| 1986.   | Wembley Stadion, London | döntő           | Everton–Liverpool | 1 : 1    |

#### FA Kupa
1987-ben az angol JB elismerve szakmai felkészültségét, megbízta a döntő találkozó koordinálásával.
| Időpont         | Helyszín                | Mérkőzés típusa | Mérkőzés                        | Eredmény | Nézők száma |
| --------------- | ----------------------- | --------------- | ------------------------------- | -------- | ----------- |
| 1987. május 16. | Wembley Stadion, London | döntő           | Coventry City–Tottenham Hotspur | 3 : 2    | 98 000      |

### Nemzetközi játékvezetés
Az Angol labdarúgó-szövetség Játékvezető Bizottsága (JB) 1981-ben terjesztette fel nemzetközi játékvezetőnek, a Nemzetközi Labdarúgó-szövetség (FIFA) bíróinak keretébe. Több nemzetek közötti válogatott és klubmérkőzést vezetett. Az angol nemzetközi játékvezetők rangsorában, a világbajnokság-Európa-bajnokság sorrendjében többedmagával a 16. helyet foglalja el 5 találkozó szolgálatával. Az aktív nemzetközi játékvezetéstől 1991-ben búcsúzott.

#### Világbajnokság
A világbajnoki döntőhöz vezető úton Mexikóba a XIII., az 1986-os labdarúgó-világbajnokságra valamint Olaszországba a XIV., az 1990-es labdarúgó-világbajnokságra a FIFA JB bíróként alkalmazta.
| Időpont            | Helyszín                      | Mérkőzés típusa           | Mérkőzés              | Eredmény | Nézők száma |
| ------------------ | ----------------------------- | ------------------------- | --------------------- | -------- | ----------- |
| 1984. október 17.  | Marcel Saupin Stadion, Nantes | előselejtező (6. csoport) | Svájc–Dánia           | 1 : 0    | 38 000      |
| 1988. november 16. | Tehelne pole Stadion, Pozsony | előselejtező (7. csoport) | Csehszlovákia–Belgium | 0 : 0    | 47 182      |

1989-ben Szaúd-Arábiában rendezték az U20-as labdarúgó-világbajnokságot, ahol a FIFA JB hivatalnokként szolgálta a labdarúgást.
| Időpont           | Helyszín                  | Mérkőzés típusa        | Mérkőzés                              | Eredmény | Nézők száma |
| ----------------- | ------------------------- | ---------------------- | ------------------------------------- | -------- | ----------- |
| 1989. február 17. | Központi Stadion, Dzsidda | selejtező (C. csoport) | Brazília–NDK                          | 2 : 0    | 35 000      |
| 1989. február 28. | Központi Stadion, Dzsidda | egyik elődöntő USA     | Nigéria–Amerikai labdarúgó-válogatott | 2 : 1    | 40 000      |

#### Európa-bajnokság
Az európai-labdarúgó torna döntőjéhez vezető úton Franciaországba a VII., az 1984-es labdarúgó-Európa-bajnokságra, Német Szövetségi Köztársaságba a VIII., az 1988-as labdarúgó-Európa-bajnokságra illetve Svédországba a IX., az 1992-es labdarúgó-Európa-bajnokságra az UEFA JB játékvezetőként foglalkoztatta.
| Időpont             | Helyszín                         | Mérkőzés típusa           | Mérkőzés                 | Eredmény | Nézők száma |
| ------------------- | -------------------------------- | ------------------------- | ------------------------ | -------- | ----------- |
| 1982. november 13.  | Makarion Stadion, Nicosia        | előselejtező (5. csoport) | Ciprus–Svédország        | 0 : 1    | 8 000       |
| 1987. szeptember 9. | Olimpiai Stadion, Helsinki       | előselejtező (6. csoport) | Finnország–Csehszlovákia | 3 : 0    | 6 430       |
| 1990. november 14.  | Idrætsparken Stadion, Koppenhága | előselejtező (4. csoport) | Dánia–Jugoszlávia        | 0 : 2    | 39 700      |

1983/1984-ben rendezték az U21-es labdarúgó-Európa-bajnokságot, ahol az UEFA JB bíróként alkalmazta.
| Időpont          | Helyszín | Mérkőzés típusa           | Mérkőzés      | Eredmény |
| ---------------- | -------- | ------------------------- | ------------- | -------- |
| 1983. október 4. | NSZK     | előselejtező (6. csoport) | NSZK–Ausztria | 2 : 1    |

#### Brit Bajnokság
1882-ben az Egyesült Királyság brit tagállamainak négy szövetség úgy döntött, hogy létrehoznak egy évente megrendezésre kerülő bajnokságot egymás között. Az utolsó bajnoki idényt 1983-ban tartották meg.
| Időpont            | Helyszín                      | Mérkőzés típusa | Mérkőzés              | Eredmény |
| ------------------ | ----------------------------- | --------------- | --------------------- | -------- |
| 1983. december 13. | Windsor Park Stadion, Belfast | selejtező       | Észak-Írország–Skócia | 2 : 0    |

## Sportvezetőként
1983-tól 1989-ig, majd 1992-től haláláig az Eccles JB (ERA) elnöke volt. Aktív pályafutását befejezve az angol JB-nél az asszisztensek vezetőjeként szolgált.

## Sikerei, díjai
Halálát követően az Eccles JB a játékvezetők éves szakmai munkáját elismerő kupa nevét Neil Midgley Memorial Trophyra változtatta. A kupát minden évben Barbara Midgley adja át a legjobbnak választott játékvezetőnek.